# Кобринський ґебіт
Ко́бринський ґебі́т (нім. Kreisgebiet Kobryn «Кобринська округа») — адміністративно-територіальна одиниця генеральної округи Волинь-Поділля Райхскомісаріату Україна з центром у Кобрині, яка існувала протягом німецької окупації Білорусі під час Другої світової війни.

## Історія
Округу (ґебі́т) утворено 1 вересня 1941 опівдні з Антопільського, Березокартузького, Дорогичинського, Дивинського і Кобринського районів тогочасних Берестейської області та Пінської області БРСР. Комісаром ґебіту був урядовий асистент на ім'я Оскар Панцер. Ґебіт підпорядковувався Луцькому судовому відділу.
Станом на 1 вересня 1943 Кобринський ґебіт поділявся на 5 німецьких районів: район Антополь (нім. Rayon Antopol), район Береза-Картузька (нім. Rayon Beresa Kartuska), район Дивин (нім. Rayon Dywin), район Дорогичин (нім. Rayon Drogitschin) і район Кобринь (нім. Rayon Kobryn).
20 липня 1944 року окружний центр Кобринь зайняли війська 1-го Білоруського фронту.

## Склад
Адміністративно до складу гебіту входило 4 райони:
| Район                   | Площа, км² | Населення, осіб |
| ----------------------- | ---------- | --------------- |
| Антопільський район     | 699 км²    | 31 802          |
| Березо-Картузький район | 1832 км²   | 58 550          |
| Дорогичинський район    | 1082 км²   | 28 047          |
| Кобринський район       | 1065 км²   | 45 182          |